# 大棘鱗杜父魚
大棘雜鱗杜父魚，為輻鰭魚綱鮋形目杜父魚亞目杜父魚科的其中一種，為溫帶海水魚，分布於東太平洋阿拉斯加至美國加州聖塔芭芭拉島海域，棲息深度0-780公尺，體長可達29公分，棲息在岩石底質底層水域，以甲殼類為食，生活習性不明。

## 扩展阅读
維基物種上的相關：大棘雜鱗杜父魚